# Munseyella pedroensis
Munseyella pedroensis är en kräftdjursart som beskrevs av Erich Triebel 1957. 
Munseyella pedroensis ingår i släktet Munseyella och familjen Pectocytheridae. Inga underarter finns listade i Catalogue of Life.